# کریگ براهام بارت
کریگ براهام بارت (انگلیسی: Craig Braham-Barrett؛ زادهٔ ۲۸ ژوئن ۱۹۸۸) بازیکن فوتبال اهل بریتانیا است.
از باشگاه‌هایی که در آن بازی کرده‌است می‌توان به باشگاه فوتبال پیتربورو یونایتد، باشگاه فوتبال ایست تاروک یونایتد، باشگاه فوتبال ووکینگ، باشگاه فوتبال دالیچ هملت، باشگاه فوتبال ایستلی، باشگاه فوتبال مکلسفیلد تاون، باشگاه فوتبال چلتنهام تاون، باشگاه فوتبال وایت‌هاوک، باشگاه فوتبال ولینگ یونایتد، باشگاه فوتبال هاوانت و واترلوویل، باشگاه فوتبال ابسفلیت یونایتد، باشگاه فوتبال ساتون یونایتد، باشگاه فوتبال اولی، باشگاه فوتبال کترینگ تاون، باشگاه فوتبال پوترز بار تاون، باشگاه فوتبال فارن‌بورو، باشگاه فوتبال گرایس اتلتیک، و باشگاه فوتبال دوور اتلتیک اشاره کرد.
وی همچنین در تیم ملی فوتبال مونتسرات بازی کرده‌است.